# Щеглов Олександр Йосипович
Олександр Йосипович Щеглов (12 квітня 1920, Канів — 2 січня 2014, Львів) — український співак, перший виконавець пісень Анатолія Кос-Анатольського.
Народився 12 квітня 1920 року в Каневі. Закінчив Київське музичне училище по класу контрабаса у С. Ш. Херсонського, а 1951 року — Львівську державну консерваторію у Н. М. Горницького.
У 1942—1944 рр. був артистом симфонічного оркестру Львівського театру опери та балету. З 1950 року викладав у Львівському музичному училищі, з 1963 — у Львівській консерваторії. Як співак і контрабасист виступав з різними естрадними колективами, зокрема з популярним у 50-ті — 60-ті роки у Львові квартетом Костянтина Соколова, з ансамблем Мирослава Скорика «Веселі скрипки», джазовим оркестром «Медікус» Ігоря Хоми. В репертуарі співака були твори популярних тоді композиторів: Анатолія Кос-Анатольського, Мирослава Скорика, Євгена Козака, М. Бикадорова та ін. З 1963 до 1986 р. працював також у симфонічному оркестрі Львівської філармонії.
У 1960-ті роки у Нью-Йорку вийшла платівка з піснями у виконанні Олександра Щеглова, на якій він був позначений як І. Р., оскільки публікувати справжнє прізвище закордоном у капіталістичній країні в часи СРСР було небезпечно. Водночас у СРСР жодного альбому співака так і не вийшло.
Виконував серед інших такі пісні:
- «Карпатське танго», «Липи зачаровані розмаєм», «Золота дівчина», «Метелиця», «Сон» — музика Анатолія Кос-Анатольського;
- «Коли любить» (сл. Ростислава Братуня), «Кінчалася ніч»  (сл. Миколи Петренка) — музика Мирослава Скорика;
- «А сніг іде» (сл. Євген Євтушенко, автор українського тексту невідомий) — музика Андрія Ешпая.
З 1986-го — на пенсії.
Олександр Щеглов був незаслужено забутий, про нього не говорили і не писали нічого упродовж двох чи й більше десятиліть. Вперше згадали про нього як про першого виконавця пісень Кос-Анатольського на концерті «Карпатське танго» у 2011 році.
Помер 2 січня 2014 року.

## Дискографія
- З Тобою. Пісні й музика сьогоднішнього Львова. 1960-ті Arka Records, New York